# 790 Pretoria
För andra betydelser, se Pretoria (olika betydelser).
790 Pretoria eller 1912 NW är en stor asteroid i huvudbältet, som upptäcktes 16 januari 1912 av den engelske astronomen Harry E. Wood i Johannesburg. Den har fått sitt namn efter den Sydafrikanska staden Pretoria.
Asteroiden har en diameter på ungefär 170 kilometer och den tillhör asteroidgruppen Cybele.